# Piotr Bonhomme
Piotr Bonhome, właśc. fr Pierre Bonhomme (ur. 4 lipca 1803 w Gramat, zm. 9 września 1861 tamże) – twórca szkoły dla głuchoniemych, kaznodzieja i spowiednik, założyciel Zgromadzenia Sióstr Matki Bożej z Kalwarii (fr. Congrégation des Sœurs de Notre Dame du Calvaire), błogosławiony Kościoła rzymskokatolickiego.